# 藤原家通 (権中納言)
藤原 家通（ふじわら の いえみち）は、平安時代末期から鎌倉時代初期にかけての公卿・歌人。藤原北家難波家、中納言・藤原忠基の子。官位は正二位・権中納言・左衛門督。六角小路に邸宅があったことから「六角」と号する。

## 経歴
母が家女房として仕えていた大納言・藤原重通の養子となる。
久安4年（1145年）に従五位下に叙され、仁平4年（1154年）に従五位上に進む。保元元年（1156年）正月に左兵衛佐、同年九月に左近衛少将となり、翌年正五位下に進む。保元4年（1159年）に従四位下に進む。永暦元年（1160年）に従四位上右近衛中将となる。
応保3年（1163年）に正四位下に進み、長寛2年（1164年）に二条天皇の蔵人頭を兼ねて頭中将となり、六条天皇の即位後も留任した。仁安元年（1166年）に参議に任じられ、2年後に従三位に進む。承安2年（1172年）に正三位に進む。治承三年の政変後に藤原光能に替わって右兵衛督を兼ね、寿永元年（1181年）に従二位に進み左兵衛督に転じる。翌年権中納言兼右衛門督に任じられる。元暦元年（1184年）に正二位に進み、文治2年（1186年）に左衛門督を兼ねる。翌年、権中納言兼左衛門督を退き、間もなく死去した。
笛や和歌にも秀で、『千載和歌集』と『新古今和歌集』にそれぞれ2首採録されている。また、『角金記』と呼ばれる日記（通称の「六角金吾（=衛門督）」に由来）があったとされるが、現存していない。

## 系譜
- 父：藤原忠基
- 母：藤原有広の娘
- 養父：藤原重通
- 養母：源師頼の娘
- 正室：高松院新大納言（祗王御前） - 藤原俊成の娘
  - 男子：藤原時通
  - 男子：藤原敦通
- 生母不明の子女
  - 男子：藤原定通
  - 男子：親通
  - 男子：信家
  - 男子：重信
  - 男子：尊能
  - 男子：円家